# Station Jambon
Jambon is een spoorwegstation in de Indonesische provincie Midden-Java. Het station werd geopend in 1900 en verbindt vier spoorlijnen met elkaar.